# Arthur Godel
Arthur Godel (* 19. August 1946) ist ein Schweizer Kulturjournalist und ehemaliger Leiter des deutschsprachigen Kulturprogramms DRS 2 der SRG (1995–2008) und Vizedirektor des Schweizer Radio DRS (2000–2008).

## Leben
Nach dem Musikstudium (Violine) am Konservatorium Luzern und dem Studium der Musikwissenschaft, Germanistik und Romanistik wurde Godel Mitarbeiter der SRG. Er dissertierte an der Universität Zürich mit einer Arbeit zum kompositorischen Prozess bei Schubert.
Godel unterrichtete von 1989 bis 1994 nebenberuflich als Lehrbeauftragter am Musikwissenschaftlichen Institut der Universität Zürich musikalische Analyse und von 1978 bis 1994 an der Musikhochschule Zürich Musikgeschichte.
Godel präsidierte 1998 bis 2007 die Musikjury des Migros-Stipendienwettbewerbs und war Mitglied der Musikkommission der Stadt Basel. Seine zehnteilige Radio-Hörspielreihe Das Leben des Johann Sebastian Bach wurde 1985 mit dem Zürcher Radiopreis ausgezeichnet. Für seine vielseitige Tätigkeit als Kulturvermittler und Referent zu musikalischen und literarischen Themen wurde er 2010 von der Margrit-Egnér-Stiftung ausgezeichnet.
Seit 2008 arbeitet Godel in der J. S. Bach-Stiftung als Fachberater mit und ist dort verantwortlich für die «Reflexionen». Von 2002 bis 2023 leitete er die jährlichen Literaturseminare des SRF Kulturclubs im Hotel Hotel Waldhaus in Sils-Maria.

## Veröffentlichungen
- Schuberts letzte drei Klaviersonaten (D 958-960). Entstehungsgeschichte, Entwurf und Reinschrift, Werkanalyse. Verlag Valentin Koerner, Baden-Baden 1985.
- Zum Eigengesetz der Schubertschen Fantasien. In: Kongressbericht Schubert Kongress Wien 1978. S. 199–206.
- Reflexion zur Bachkantate «O ewiges Feuer, o Ursprung der Liebe» BWV 34. In: Bach Anthologie 2009. Verlag Neue Zürcher Zeitung.